# Giovanni Boldini
Giovanni Boldini (født 31. december 1845 i Ferrara, død 11. juli 1931 i Paris) var en italiensk maler.
Boldini studerede seks år på Firenzes Akademi. I begyndelsen dyrkede han historiemaleriet med emner fra historiske romaner, men slog sig så på portrætmaleriet og opnåede en sikker succes i London. I Paris, hvor han nedsatte sig 1872, har hans portrætter, genrebilleder, byprospekter og landskaber, snart i olie, snart i pastel- eller vandfarveteknik, vundet en anerkendt plads ved skarpt pointeret karaktertegning og ikke mindst ved det elegante foredrag og en blændende teknik som i portrætterne af Henri de Toulouse-Lautrec og Verdi.

## Galleri
- Giovanni Boldini, Henri de Toulouse-Lautrec, ukendt dato, Norton Simon Museum
- Giovanni Boldini, Portræt af Giuseppe Verdi, 1886, Galleria Nazionale d'Arte Moderna
- Giovanni Boldini, Fest scene, ca. 1889,  Musée d'Orsay
- Giovanni Boldini, John Lewis Brown med hustru og datter, 1890, Museu Calouste Gulbenkian

## Eksterne kilder og henvisninger
- Boldini, Giovanni i Salmonsens Konversationsleksikon (2. udgave, 1915)

- Wikimedia Commons har flere filer relateret til Giovanni Boldini

1. ↑  Navnet er anført på engelsk og stammer fra Wikidata hvor navnet endnu ikke findes på dansk.
2. ↑  Navnet er anført på engelsk og stammer fra Wikidata hvor navnet endnu ikke findes på dansk.